# 48-й Алабамский пехотный полк
48-й Алабамский пехотный полк (англ. 48th Regiment Alabama Infantry) — представлял собой один из пехотных полков армии Конфедерации во время Гражданской войны в США. Полк был сформирован в Оберне (Алабама) 22 мая 1861 года. Он прошёл все сражения гражданской войны на востоке от сражения у Кедровой горы до капитуляции при Аппоматтоксе, а также был задействован на Западе в сражении при Чикамоге и осаде Ноксвилла.

## Формирование
Полк был сформирован 22 мая 1862 года сроком службы на 3 года в Оберне (Алабама). Его первым командиром стал полковник Джеймс Лоуренс Шеффилд, майором - Энох Элдридж.

## Боевой путь
В июне полк был послан в Вирджинию и включён в бригаду Тальяферро (в дивизии Томаса Джексона). 9 августа 1862 года полк участвовал в сражении у Кедровой горы. В этом бою было потеряно 12 человек убитыми, один капитан был смертельно ранен, ранены майор Элдридж, два офицера и 57 рядовых.
30 августа полк участвовал во втором сражении пи Булл-Ран. В сражении полк потерял 51 человека убитыми и ранеными, в числе раненых был капитан Джессе Элдридж, сын майора Элдриджа.
В ходе Мерилендской кампании полк участвовал в осаде Харперс-Ферри (15 сентября), а 17 сентября - в сражении при Энтитеме. Полк потерял 10 человек убитыми и 33 ранеными.
29 сентября майор Элдридж уволился из-за своего ранения при Кедровой Горе. 15 октября капитан Джессе Элдридж стал подполковником, а капитан Уильям Хардвик (рота Н) стал майором.
В декабре полк участвовал в сражении при Фредериксберге под командованием капитана Коламбуса Сент-Джона.
19 января 1863 года полк был переведён в бригаду Эвандера Лоу в дивизию Джона Худа (приказом генерала Ли № 19).
11 апреля - 6 мая дивизия Худа участвовала в осаде Саффолка. В июне подполковник Элдридж уволился по состоянию здоровья. Майор Хардвик стал подполковником, а капитан Коламбус Сен-Джон (рота F) стал майором.
В июне полк участвовал в Геттисбергской кампании, насчитывая 374 человека под командованием полковника Шеффилда. На второй день сражения при Геттисберге бригада Лоу наступала на высоту Литл-Раунд-Топ. 44-й и 48-й Алабамские наступали на правом фланге бригады, но когда дивизия подошла к высота Биг-Раунд-Топ, Лоу заметил разрыв между его бригадой и бригадой Робертсона слева, а также обнаружил, что его правые полки слишком сильно уклонились вправо. Поэтому он приказал 44-му и 48-му пройти через тыл влево и занять позицию на левом фланге бригады. Но когда оба полка выполнили этот манёвр, то обнаружили, что слева к бригаде уже присоединились два техасских полка, поэтому встали ещё левее, за техасцами. Затем 48-й Алабамский вступил в перестрелку с противником, занимавшим высоту Девилс-Ден и в итоге включился в бой за Девилс-Ден, в ходе которого потерял 8 человек убитыми и 67 ранеными (ранен был и подполковник Хардвик). Во время наступления генерал Худ был ранен и сдал командование дивизией генералу Лоу, который сдал командование бригадой полковнику Шеффилду.
3 июля полк занимал укрепления на западном склоне Биг-Раунд-Топ и в 17:00 участвовал (с 4-м и 15-м Алабамскими полками) в отражении кавалерийской атаки генерала Фарнсворта. 5 июля около 17:00 полк начал отступление к Хагерстауну.
В сентябре дивизия Худа была отправлена на Запад и 20 сентября полк участвовал в сражении при Чикамоге под командованием подполковника Хардвика. 28 октября во время сражений за Чаттанугу полк сражался в Лукаут-Велли, где было убито 4 человека.
31 октября майор Сен-Джон покинул полк из-за ранений, полученных при Геттисберге.
В апреле дивизии Худа вернулась на восток, и 5 - 6 мая полк участвовал в сражении в Глуши. В этом бою погибло 11 человек, ранено было 30 человек и 8 человек пропало без вести. 7 - 12 мая полк участвовал в сражении при Спотсильвейни. В июне подполковник Хардвик попал в плен, когда находился в отпуске в Алабаме.
В июле полковник Уильям Оатс был переведён в полк из 15-го Алабамского.
16 августа полк сражался при Фасселс-Милл, где полковник Оатс был тяжело ранен и лишился правой руки.
После сдачи Ричмонда и Питерсберга полк участвовал в отступлении к Аппоматтоксу и 9 апреля сдался со всей армией при Аппоматоксе. На момент капитуляции в полку оставалось 14 офицеров и 122 рядовых. Флаг, сданный при Аппоматтоксе, был возвращён в Алабаму в 1905 году.